# Escuela de Laren

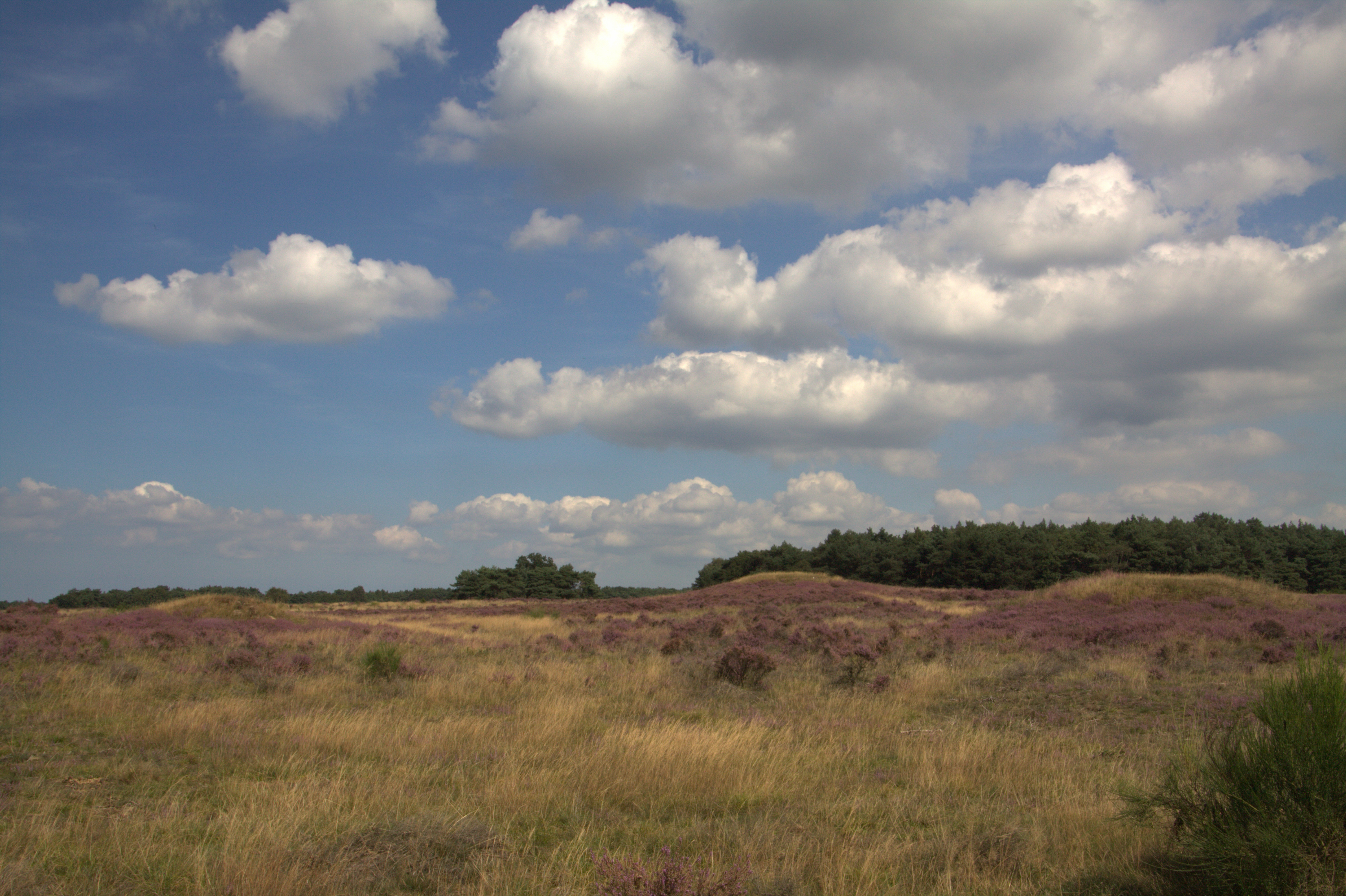
Grafheuvels - Laren

La Escuela de Laren es el nombre de una colonia de arte ubicada en el pueblo holandés de Laren, en el Gooi cerca de Hilversum. Los artistas de esta rama de la Escuela de La Haya eligieron a los habitantes de Laren y el paisaje circundante como tema de su arte.
Descubierta por el pintor Jozef Israëls, el área alrededor de Laren se distinguía por su belleza virgen y su diversidad de paisajes, y muchos miembros de la Escuela de La Haya la consideraban una ubicación ideal. Después de 1898, fue redescubierta por jóvenes artistas conocidos como la segunda generación de la Escuela de Laren, y sus obras se extendieron hasta bien entrado el siglo XX. Esta colonia de artistas es significativa en el impresionismo holandés, siendo vista como parte de este movimiento internacional. Las ideas fomentadas en el área encontraron su camino hacia el movimiento de arte moderno.

## Primera generación de la Escuela Laren

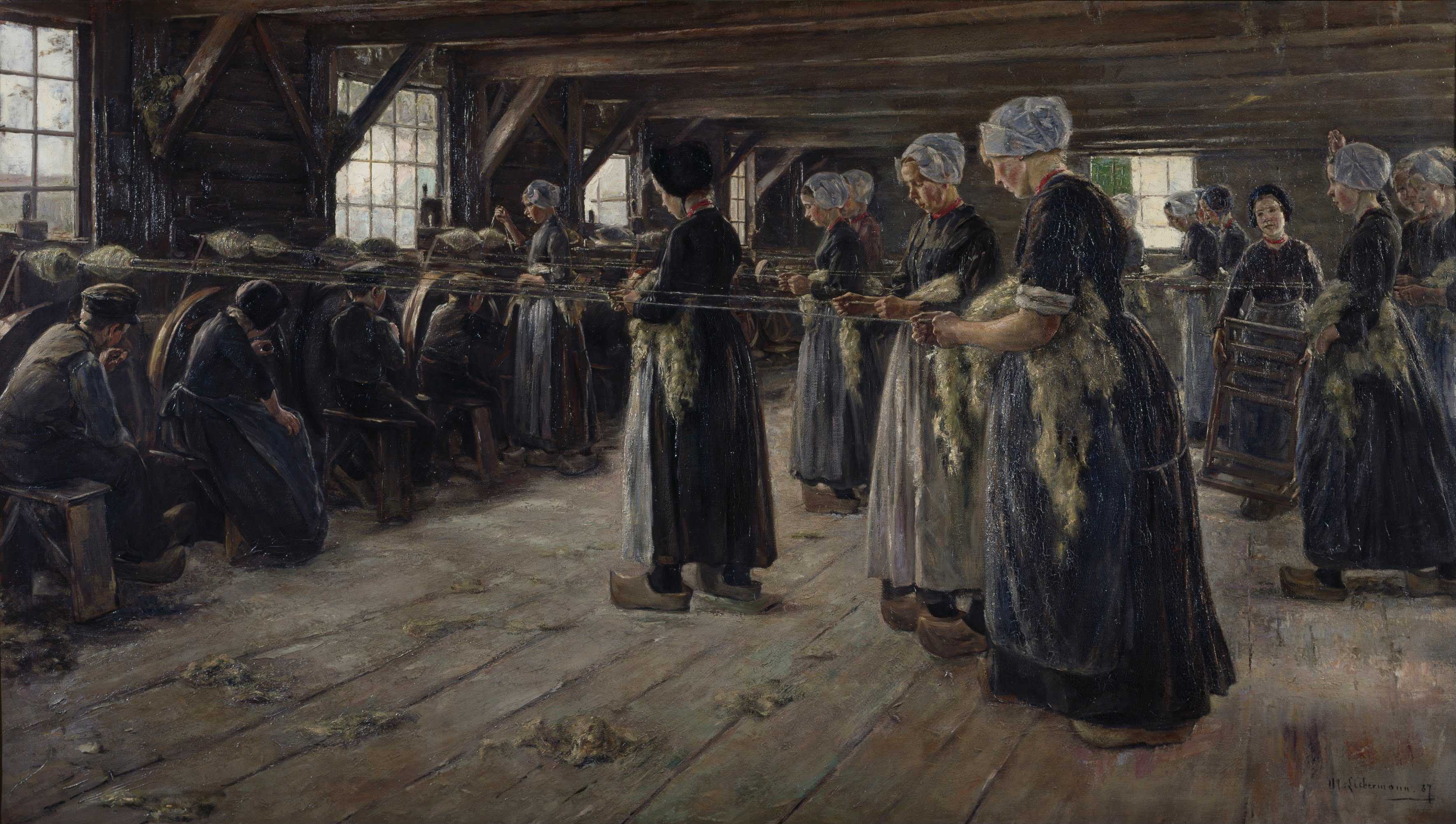
Max Liebermann (1887): Flax Barn en Laren.

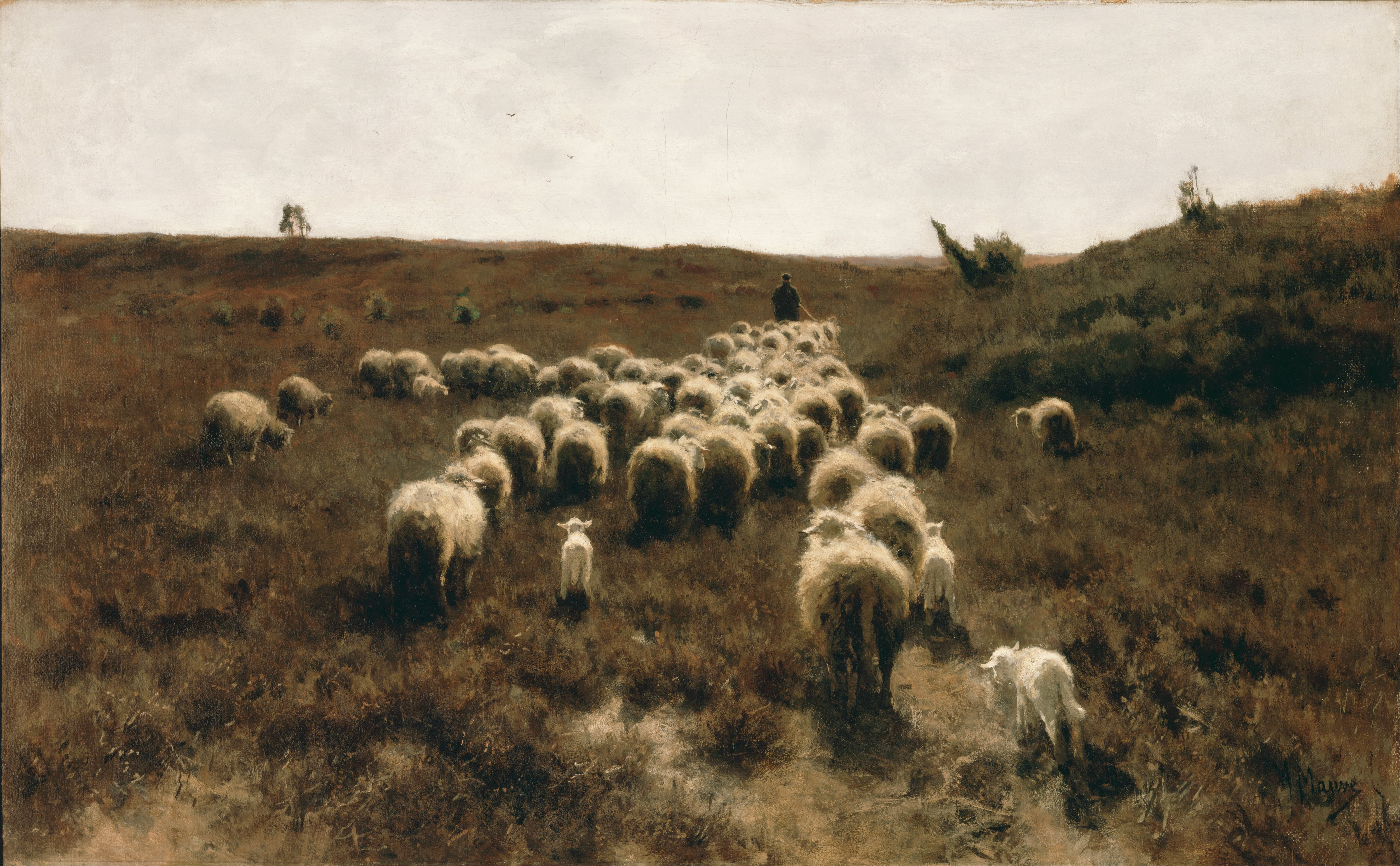
Anton Mauve (1886-87): El regreso del rebaño, Laren - Rijksmuseum Amsterdam.

La industrialización de Róterdam, Ámsterdam y otras regiones de los Países Bajos afectó a paisajes que habían permanecido intactos durante siglos. Muchos de estos paisajes desaparecieron y, con ellos, la inspiración de la pintura paisajista anterior.
Después de 15 años de fama, de 1855 a 1870, los artistas de la Escuela de Oosterbeek buscaban un nuevo lugar para pintar. Alrededor de 1870, el pintor Jozef Israëls descubrió el pueblo de Laren. Visitó a menudo a su hijo, Isaac, a quien instruyó en la pintura al aire libre. Su entusiasmo por Laren y el paisaje circundante y la actividad agrícola era contagioso, y otros artistas del Estudio Pulchri comenzaron a unirse a él. Albert Neuhuys y Anton Mauve fueron los primeros en seguir a Israëls en 1877 y en 1882. Más tarde, Hein Kever, Willem Steelink, Hendrik Valkenburg, Wally Moes, Etha Fles, Arina Hugenholtz y Tony Offermans Jan Hendrik Weissenbruch, Willem Roelofs y Max Liebermann (primer pintor extranjero de la Escuela Laren y viejo amigo de Israel) llegaron para pintar en Laren. Así nació la Escuela de Laren como colonia de artistas. Algunos de estos pintores se establecieron en la región; sus obras inspiradas en Laren se mostraron al público en el Pulchri Studio y sus galerías afiliadas.

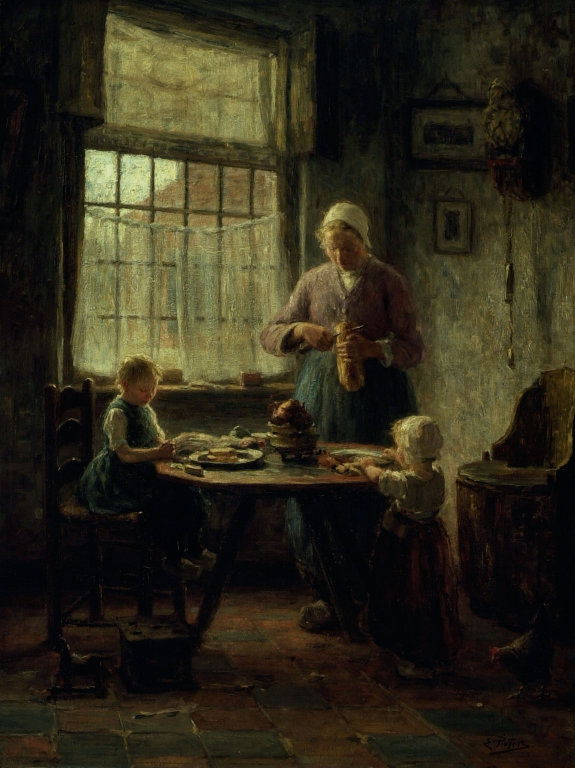
Evert Pieters (alrededor de 1890): A Family Meal - colección privada.

Neuhuys se concentró en la vida de campo como tema de género, pero los demás se volcaron al paisaje. Los historiadores del arte describen estos cuadros como de estilo Laren, que se considera parte de la Escuela de La Haya.
Alrededor de 1885, la primera colonia dejó de producir nueva obra sobre Laren y sus alrededores.

## La segunda generación de la Escuela Laren

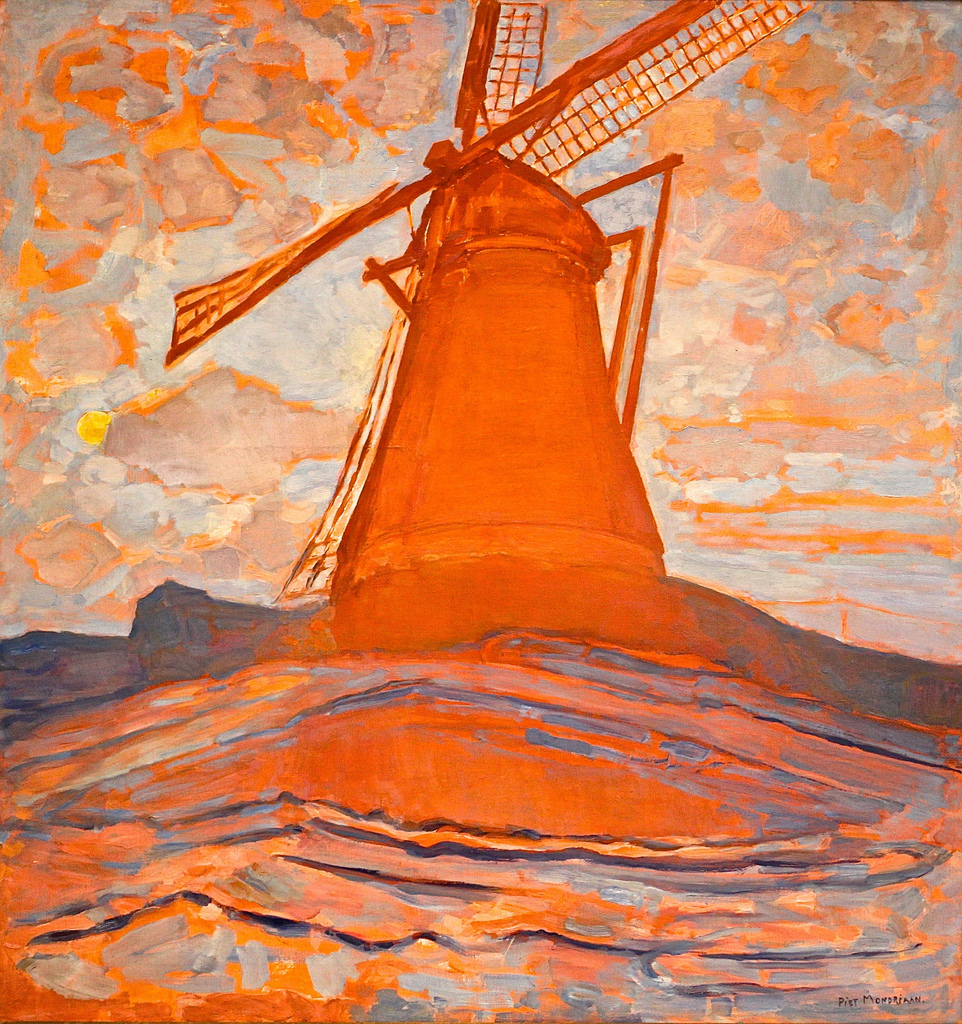
Piet Mondriaan (1917): El molino de viento - Museo Stedelijk, Ámsterdam

Alrededor de 1898, Laren fue redescubierta por un grupo de jóvenes pintores que dieron nueva vida a la escuela de pintura en Laren durante los siguientes 40 años, incluidos Otto van Tussenbroek, Evert Pieters, Bernard de Hoog, Hendrik Theodorus de Court Onderwater, Andre Broedelet, Salomon Garf, Franz Deutmann, Lammert van der Tonge, Jaap Dooijewaard y Bernard Pothast. La mayoría de ellos eran pintores de género de temas agrícolas, como Neuhuys. Sin embargo, algunos eran paisajistas, en particular Cornelis Vreedenburgh, Gerrit van Blaaderen y Frans Langeveld.
La segunda generación de la Escuela de Laren divergió, un grupo siguió las tradiciones de la Escuela de La Haya mientras que el resto pintó en el estilo del impresionismo, abrazando la modernidad con un entusiasmo que ahora se considera típico de los Países Bajos.
En 1903, bajo la iniciativa de August Johannes le Gras (1864-1915), se fundó la Asociación de Pintores Gooische, "De Tien" (Los Diez). Este grupo organizó exposiciones en todo el país para crear nuevas oportunidades para las obras de sus miembros. Los Diez incluían a Derk Meeles, Toon de Jong, David Schulman y Emanuel van Beever.

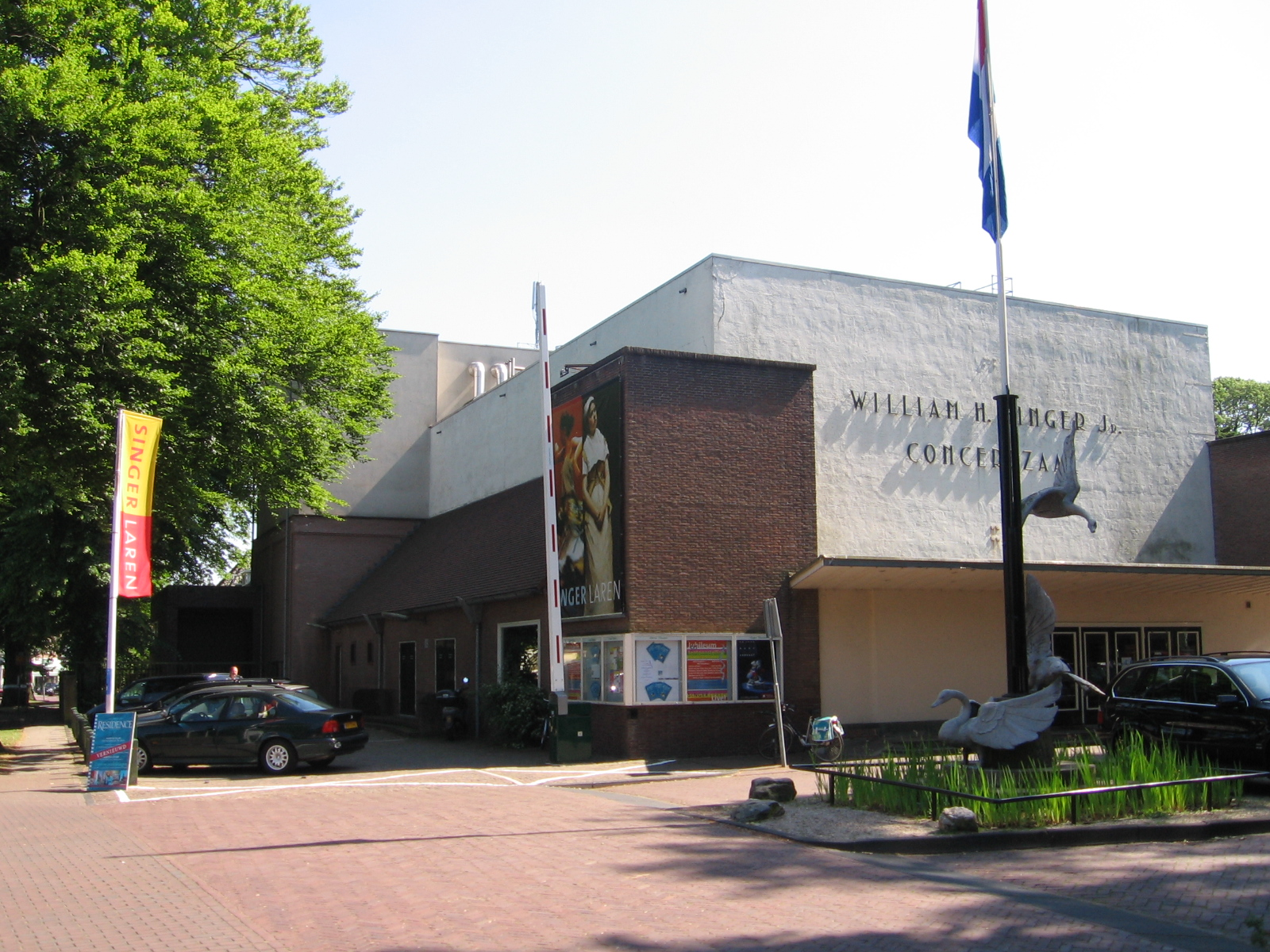
El Museo Singer de Laren.

William Henry Singer, un pintor y coleccionista de arte estadounidense, llegó a Laren en 1901. En 1911, construyó una villa llamada De Wilde Zwanen (Los cisnes salvajes) que, después de la Segunda Guerra Mundial, se convirtió en el Museo Singer y sala de conciertos.
En De Wilde Zwanen, pintores como Co Breman y Ferdinand Hart Nibbrig que diferían de la corriente principal del impresionismo, pintaban al estilo del puntillismo y el luminismo. Johan Coenraad Heyen Brock se especializó en la representación de fábricas. Para los modernos, como Piet Mondriaan, Jan Sluyters y Leo Gestel, este estudio y su ubicación fueron importantes en la dirección que tomaron en su arte.
En 1921, Co Breman fundó la Asociación de Artistas Visuales en Laren, Blaricum. En 1935, la Asociación de Pintores se fracturó y los miembros formaron varios grupos distintos. August Johannes le Gras se especializó en paisajes y animales africanos, Jan Pieter Veth en retratos, Douwe Komter en bodegones.
Hoy, el Museo Singer expone obras de la Escuela de Laren.

## Sobre el nombre
Entre los coleccionistas de arte y autores, el término se usa a menudo para todos los pintores activos en Laren, y como la continuación de la Escuela de La Haya y la Escuela de Oosterbeek. Varios fundadores de esta colonia de artistas, Jozef Israëls y su hijo, Isaac, junto con Albert Neuhuys y Anton Mauve, ya eran conocidos como pintores de La Haya.
Estos artistas de la Escuela de Laren están unidos por la relación entre sus ideas sobre el arte, su estilo y sus técnicas. En Laren, el campo fue el tema principal de los paisajistas. Por lo tanto, el término 'Laren' se aplica principalmente para la pintura de paisajes. El aclaramiento del color, agregando amarillo dorado, rojo y azul, es esencial para la Escuela de Laren. Otra característica llamativa de sus pinturas es la visión romántica de la vida social en esta dura región de Gooiland.

## Pintores mostrados en el Singer Museum, Laren
- Mario Bauer (1867-1932)
- Johannes Bosboom (1817–1891)
- George Hendrik Breitner (1857-1923)
- Arthur Henri Christiaan Briët (1867-1939)
- Franz Wilhelm María Deutmann (1867-1915)
- Paul Joseph Constantin Gabriel (1828-1903)
- August Johannes le Gras (1864-1915)
- Hein Kever (1854-1922)
- Jacobus Hendricus Maris (1837-1899)
- Johannes Albert Neuhuys (1844-1914)
- Antón Lodewijk George Offermans (1854-1911)
- Ferdinand Gustav Willem Oldewelt (1857-1935)
- David Oyens (1842-1902)
- Ever Pieters (1856-1932)
- Pista de Paul Philip (1862-1903)
- Cornelio Rodolfo Hendrik Spoor (1867-1928)
- Emmanuel Ernest Geradus van der Ven (1866-1944)
- Jan Visser (1856-1938)
- Jan Hendrik Weissenbruch (1824-1903)